# Tijelo (biologija)
Tijelo je osnovni dio živih bića. Predstavlja je fizičko tijelo pojedinca. Tijelo često se koristi u vezi s izgledom te pitanjima zdravlja i smrti. 
Znanstvena grana koja se bavi proučavanjem sastava tijela je anatomija. Fiziologija je medicinska znanosti koja se bavi proučavanjem funkcija organizma.

## Vanjske poveznice
|  | Zajednički poslužitelj ima još gradiva o temi Tijelo (biologija) |